# Nikoletta Lakos
Nikoletta Lakos est une joueuse d'échecs hongroise née le 4 décembre 1978 à Budapest. Trois fois championne de Hongrie (en 1997, 2002 et 2005), elle a obtenu le titre de grand maître international féminin en 2000.
Au 1er février 2021, elle est la onzième joueuse hongroise  avec un classement Elo de 2 215 points.

## Compétitions par équipe
Nikoletta Lakos a participé à six olympiades d'échecs : cinq fois de 1996 à 2004 et en 2018.
Elle a représenté la Hongrie lors de quatre championnats d'Europe par équipe de 1997 à 2009, remportant la médaille d'or individuelle à l'échiquier de réserve en 2005, avec 5,5 points marqués en six parties.
En 1999, elle remporta le tournoi zonal féminin d'Ostrava et se qualifia pour le championnat du monde d'échecs féminin de 2000 à New Delhi où elle fut battue par Pia Cramling au premier tour.